# Смільґіс Едуардс
Едуардс Смільґіс (латис. Eduards Smiļģis; *23 листопада 1886 — †19 квітня 1966) — латвійський актор, театральний режисер. Народний артист СРСР (1948).

## Біографія
Народився 23 листопада 1886 в Ризі.
З 1906 виступав в напівпрофесійних спектаклях. З 1911 — актор Нового Ризького театру, в 1915-1919 — Нового Латвійського театру в Петрограді.
У 1920-1964 — один з організаторів, актор, перший головний режисер, художній керівник Театру «Дайлес» (з 1940 (з перервою на роки війни) — Художній театр Латвії ім. Я. Райніса) (Рига). Для більшості його постановок характерні монументальність, героїко-романтична спрямованість, ясність сценічної інтерпретації, яскрава театральність.
Помер 19 квітня 1966 в Ризі. Похований на цвинтарі Райніса.

## Нагороди та звання
- Орден Трьох зірок IV ступеня
- Орден Трьох зірок III ступеня (1937)
- Орден «Знак Пошани» (1946)
- Медалі.

## Творчість

### Акторські роботи

#### Новий Ризький театр
- 1912 — «Індуліс і Арія» Райніса — Індуліс
- 1913 — «Вогонь і ніч» Райніса — Лачплесіс
- 1914 — «Юдифь» Геббеля — Олоферн
- 1914 — «Воїни в Хельгеланде» Ібсена — Ернульф

#### Театр «Дайлес»
- 1921 — «Пер Гюнт» Ібсена — Пер Гюнт
- 1921 — «Гамлет» В. Шекспіра — Гамлет
- 1922 — «Весілля Фігаро» П. Бомарше — Фігаро
- 1922 — «Отелло» В. Шекспіра — Отелло
- 1922 — «Змова Фієско в Генуї» Ф. Шиллера — Фіеско
- 1926 — «Ернані» В. Гюго — Ернані
- 1926 — «Грав я, танцював» Райніса — Тотс
- 1928 — «Дон Карлос» Ф. Шиллера — Дон Карлос
- 1933 — «іє Бьерлінг» С. Лагерлеф — Іеста Бьерлінг
- 1933 — «Йосип і його брати» Райніса — Йосип
- 1934 — «Юлій Цезар» В. Шекспіра — Юлій Цезар
- 1939 — «Приборкання норовливої» В. Шекспіра — Петруччо
- 1939 — «Пер Гюнт» Ібсена — Пер Гюнт
- 1940 — «Фауст» Й. Гете

### Режисерські роботи
- 1921 — «Гамлет» В. Шекспіра
- 1923 — «Багато галасу даремно» В. Шекспіра
- 1926 — «Грав я, танцював» Я. Райніса
- 1926 — «Ернані» В. Гюго
- 1928 — «Вільгельм Телль» Ф. Шиллера
- 1930 — «Будинок трьох дочок» (музика Шуберта, лібрето Вільнера і Рейхерт)
- 1933 — «Йосип і його брати» Я. Райніса
- 1939 — «Пер Гюнт» Г. Ібсена
- 1940 — «Фауст» Й. Гете
- 1946 — «Єгор Буличов та інші» М. Горького
- 1946 — «За тих, хто в морі» Б. Лавреньова
- 1947 — «Вогонь і ніч» Я. Райніса
- 1949 — «Дубровський» по А. Пушкіну
- 1949 — «Анна Кареніна» по Л. Толстому
- 1949 — «Ромео і Джульєтта» В. Шекспіра
- 1949 — «Квітуча пустеля» А. Упіта
- 1956 — «Марія Стюарт» Ф. Шиллера
- 1956 — «Грав я, танцював» Я. Райніса
- 1959 — «Гамлет» В. Шекспіра
- 1960 — «Війна і мир» Л. Толстого
- 1962 — «Ілля Муромець» Я. Райніса
- 1964 — «Оптимістична трагедія» В. Вишневського

### Ролі в кіно
- 1922 — «Психея» — Акментіньша